# Sectoarele speciale din Tokio
Sectoarele speciale (特別区 tokubetsu-ku?) sunt cele 23 de municipalități care împreună formează centrul și partea cea mai populată a Tokio-ului. Ele sunt ceea ce a fost Tokio-ul înainte de reforma administrativă din 1943. Astfel de sectoare speciale nu există în Japonia decât la Tokio.
În limba japoneză sunt cunoscute sub numele "cele 23 de sectoare" (23区 nijūsan-ku?).

## Lista sectoarelor speciale din Tokio
*Populația în iunie 2007
| Nume       | Kanji    | Pop.*     | Densitate (/km²) | Areal (km²) | Districte importante                                                                                     |
| ---------- | -------- | --------- | ---------------- | ----------- | --- |
| Adachi     | 足立区   | 629.392   | 11.830,68        | 53,20       | Ayase, Kitasenju, Takenotsuka                                                                            |
| Arakawa    | 荒川区   | 194.777   | 18.262,25        | 10,20       | Arakawa, Machiya, Nippori, Minamisenju                                                                   |
| Bunkyō     | 文京区   | 194.933   | 16.009,28        | 11,31       | Hongō, Yayoi, Hakusan                                                                                    |
| Chiyoda    | 千代田区 | 43.802    | 3.763,06         | 11,64       | Nagatachō, Kasumigaseki, Ōtemachi, Marunouchi, Akihabara, Yūrakuchō, Iidabashi                           |
| Chūō       | 中央区   | 104,997   | 10.344,53        | 10,15       | Nihonbashi, Kayabachō, Ginza, Tsukiji, Hatchōbori, Shinkawa, Tsukishima, Kachidoki, Tsukuda,             |
| Edogawa    | 江戸川区 | 661.386   | 13.264,86        | 49,86       | Kasai, Koiwa                                                                                             |
| Itabashi   | 板橋区   | 529.059   | 16.445,72        | 32,17       | Itabashi, Takashimadaira                                                                                 |
| Katsushika | 葛飾区   | 428.066   | 12,286.62        | 34,84       | Tateishi, Aoto                                                                                           |
| Kita       | 北区     | 330.646   | 15.885,67        | 20,59       | Akabane, Ōji, Tabata                                                                                     |
| Kōtō       | 江東区   | 436.337   | 10.963,24        | 39,8        | Kiba, Ariake, Kameido, Tōyōchō, Monzennakachō, Fukagawa, Kiyosumi, Shirakawa, Etchūjima, Sunamachi, Aomi |
| Meguro     | 目黒区   | 267.798   | 18.217,55        | 14,70       | Meguro, Nakameguro, Jiyugaoka                                                                            |
| Minato     | 港区     | 205.196   | 10.088,30        | 20,34       | Odaiba, Shinbashi, Shinagawa, Roppongi, Toranomo, Aoyama, Azabu, Hamamatsuchō, Tamachi                   |
| Nakano     | 中野区   | 312.939   | 20.097,82        | 15,59       | Nakano                                                                                                   |
| Nerima     | 練馬区   | 702.202   | 14.580,61        | 48,16       | Nerima, Ōizumi, Hikarigaoka                                                                              |
| Ōta        | 大田区   | 674.590   | 11.345,27        | 59,46       | Ōmori, Kamata, Haneda, Den-en-chōfu                                                                      |
| Setagaya   | 世田谷区 | 855.416   | 14.728,23        | 58,08       | Setagaya, Kitazawa, Kinuta, Karasuyama, Tamagawa                                                         |
| Shibuya    | 渋谷区   | 205.512   | 13.337,13        | 15,11       | Shibuya, Ebisu, Harajuku, Hiroo, Sendagaya, Yoyogi                                                       |
| Shinagawa  | 品川区   | 353.887   | 15.576,01        | 22,72       | Shinagawa, Gotanda, Ōsaki                                                                                |
| Shinjuku   | 新宿区   | 309.463   | 16.975,48        | 18,23       | Shinjuku, Takadanobaba, Ōkubo, Kagurazaka, Ichigaya                                                      |
| Suginami   | 杉並区   | 534.981   | 15.725,49        | 34,02       | Kōenji, Asagaya, Ogikubo                                                                                 |
| Sumida     | 墨田区   | 237.433   | 16.079,49        | 13,75       | Kinshichō, Morishita, Ryōgoku                                                                            |
| Taitō      | 台東区   | 168.277   | 16.139,38        | 10,08       | Ueno, Asakusa                                                                                            |
| Toshima    | 豊島区   | 256.009   | 19.428,44        | 13,01       | Ikebukuro, Komagome, Senkawa, Sugamo                                                                     |
| Total      | Total    | 8.637.098 | 13.890,25        | 621,81      | |

## Galerie

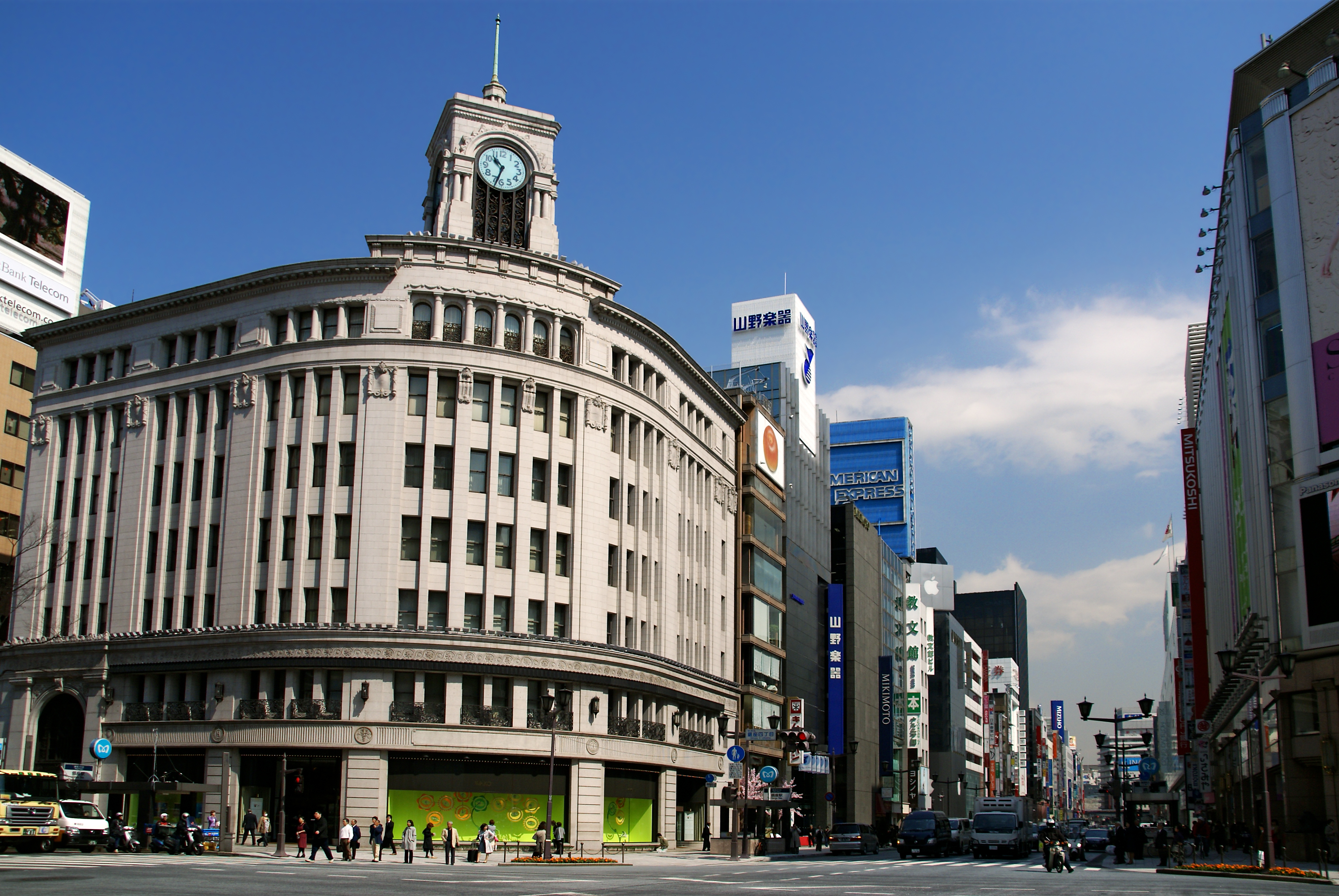
Ginza
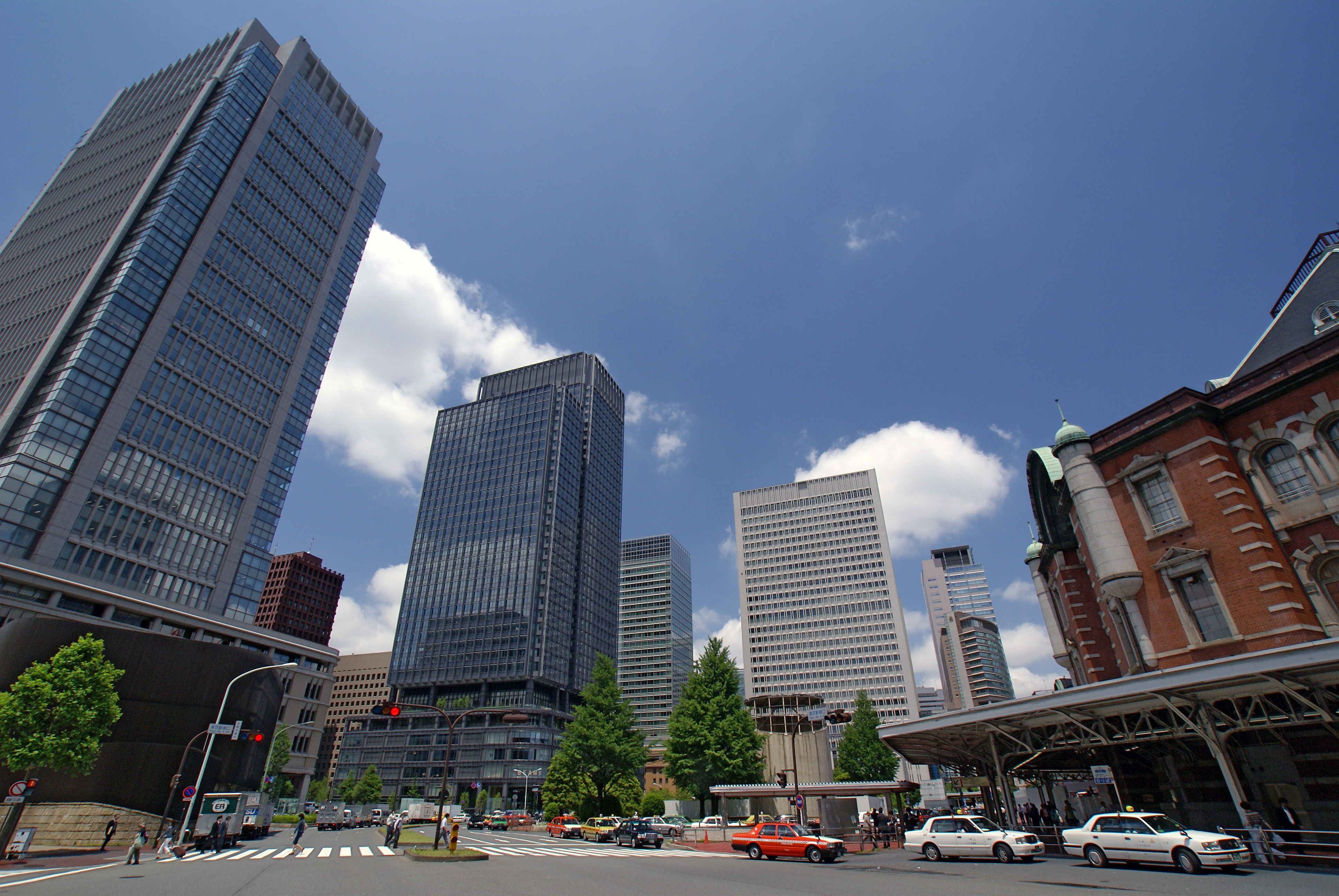
Marunouchi
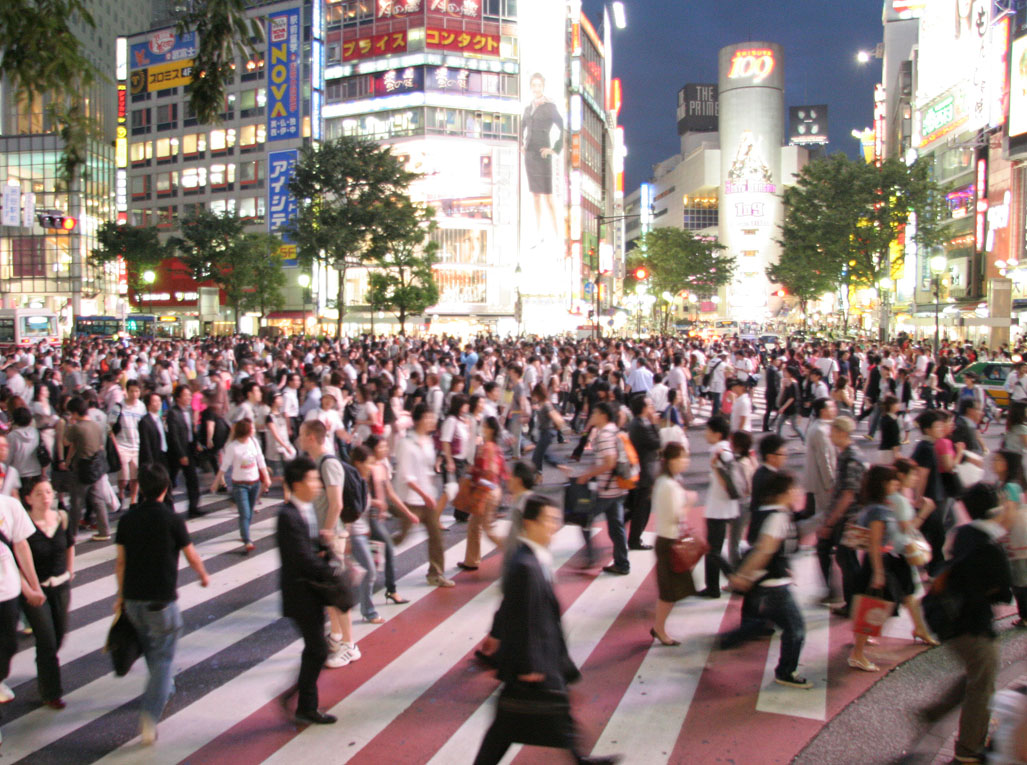
Shibuya
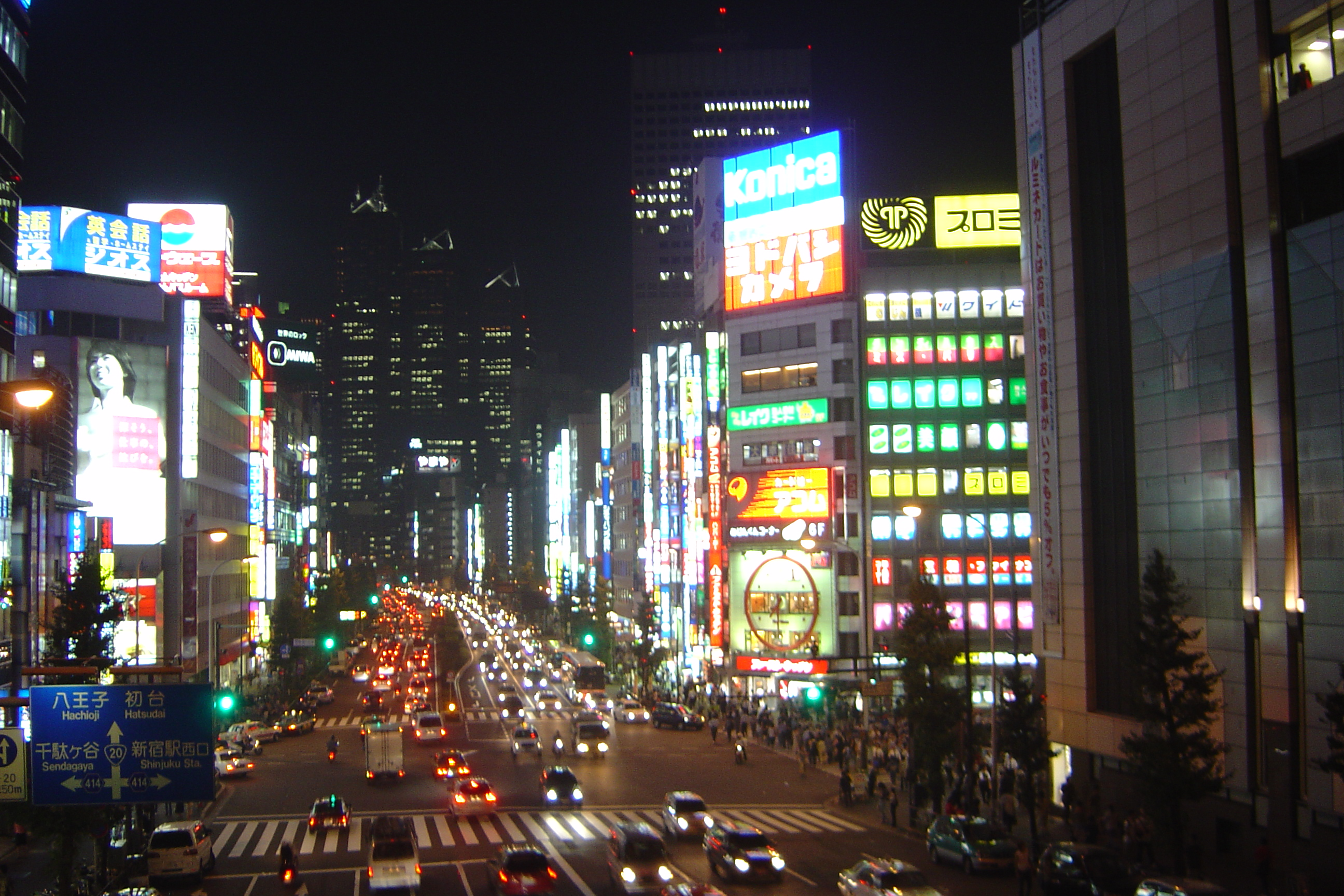
Shinjuku
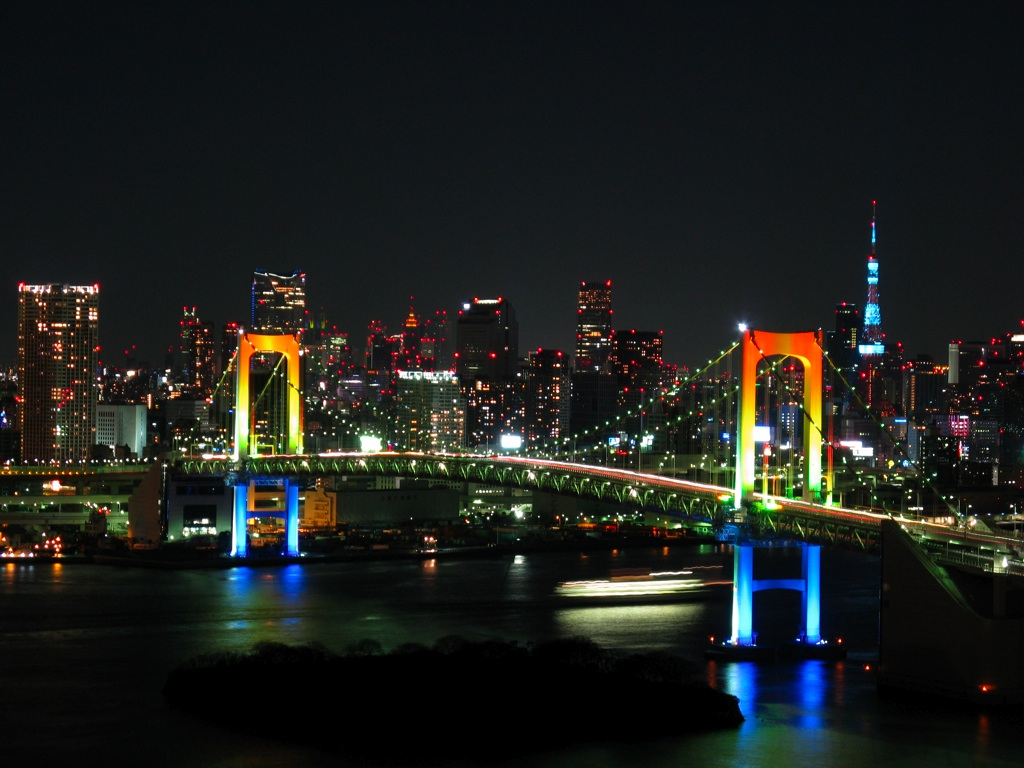
Rainbow Bridge şi Tokyo Tower

1. ↑  市外局番の一覧（令和元年5月22日現在） (PDF) (în japoneză), Ministry of Internal Affairs and Communications[*], accesat în 7 noiembrie 2020